# Cicindela anometallescens
Cicindela (Calochroa) anometallescens – gatunek chrząszcza z rodziny biegaczowatych, podrodziny trzyszczowatych i plemienia Cicindelini.

## Opis
Biegaczowaty ten osiąga od 14 do 18 mm długości ciała. Głowa i przedplecze ubarwione zmiennie, czasem matowobrązowe z delikatnym zielonym połyskiem. Pokrywy wypukłe, równoległe, aksamitno-czarne ze złoto-żółtym do pomarańczowo-żółtego wzorem o różnym kształcie. Od podobnego Cicindela gigas różni się nieco mniejszym i bardziej wydłużonym przedpleczem.

## Występowanie
Występuje w Birmie, Junnanie w Chinach, Tajlandii i Laosie.